# Хантингтон (станция метро)
Хантингтон (англ. Huntington) — конечная эстакадная (надземная, расположенная на эстакаде) станция Вашингтонгского метро на Жёлтой линии. Она представлена одной островной платформой. Станция обслуживается Washington Metropolitan Area Transit Authority. Расположена в статистически обособленной местности Хантингтон между автомагистралью штата Виргиния № 241 (автомагистраль Норт-Кингс) и Хантингтон-авеню.
Станция была открыта 17 декабря 1983 года.
Открытие станции было совмещено с завершением строительства ж/д линии длиной 6,8 км, соединяющей Национальный аэропорт и Хантингтон (округ Фэрфакс) и открытием ещё 3 станций: Брэддок-роуд, Кинг-стрит — Олд-Таун и Эйзенхауэр-авеню.

## Режим работы
Отправление первого поезда в направлении:
- ст. Маунт-Вернон-сквер — 5:00

Отправление последнего поезда в направлении:
- ст. Маунт-Вернон-сквер — 18:20